# Dentalium obscurum
Dentalium obscurum är en blötdjursart som beskrevs av Dall 1889. Dentalium obscurum ingår i släktet Dentalium och familjen Dentaliidae. Inga underarter finns listade i Catalogue of Life.